# AMBITIOUS JAPAN!
《AMBITIOUS JAPAN!》은 TOKIO의 2003년 10월 1일 발매한 28번째 싱글이다. 전 싱글 《ding-dong / glider》에 연속으로 오리콘 위클리 차트에서 1위를 기록하였다.

## 설명
- 이전 싱글 《ding-dong / glider》발매 이후 약 10개월만의 발매한 싱글이다. 싱글 발매가 결정 된 직후, 멤버 고쿠분 타이치와 야마구치 타츠야는 TOKIO가 출연하는 버라이어티 프로그램 《멘토레G》 오프닝에서 싱글 발매를 소개하면서 “오랫동안 기다리게 했습니다. 10개월간 기다려 주신 여러분, 기다리게 해서 정말 미안합니다”라고 하였다. 또 타이치는 “이 쯤에서 발매 하지 않으면 올해 홍백가합전은 나갈 수 없을지도 몰라요.”라고 말하기도 하였다.
- JR 도카이 철도에서 기획한 싱글이며, 당시의 사장인 카사이 다카유키가 “새로운 철도 주제곡을 만들어주었으면 한다.”고 언급하였다. JR 도카이 철도의 홍보문구와 TV CM곡으로 타이업 되었다. JR 도카이가 보유하고 있는 700계 신칸센의 앞 측에 ‘AMBITIOUS JAPAN!’이라고 표기되게도 하였다. PV에서도 700계 신칸센이 빈번하게 등장한다. 홍보 캠페인의 카피문구는 ‘AMBITIOUS JAPAN! 희망은 언제나, 거기에 있다.’였다.
- 평소 자니즈 사무소는 초상권에 엄격하지만, 이 싱글의 자켓 사진은 일본 Yahoo! 뮤직에 표시되어 있다.
- 〈AMBITIOUS JAPAN!〉은 멤버 나가세 토모야, 야마구치 타츠야를 중심으로 한 보컬과, 고쿠분 타이치가 중간 중간에 코러스로 참가하였다. 또 죠시마 시게루는 후렴구 부분, 마츠오카 마사히로는 초반부에 각각 코러스에 참가하였다.

## 수록곡
1. AMBITIOUS JAPAN!
  - 작사 : 나카니시 레이 / 작곡 : 츠츠미 쿄헤이 / 편곡 : 후나야마 모토키
2. 駅・ターミナル 
  - 작사: 나카니시 레이 / 작곡 : 츠츠미 쿄헤이 / 편곡 : 츠타야 코이치
3. AMBITIOUS JAPAN! (Backing Track)
4. 駅・ターミナル